# Fritz Reiss
 (août 2023).
Pour les articles homonymes, voir Reiss.
Fritz Winold Reiss, né le 18 mars 1857 à Düsseldorf et mort le 27 février 1915  à Kirchzarten, est un peintre, lithographe et illustrateur allemand.

## Biographie

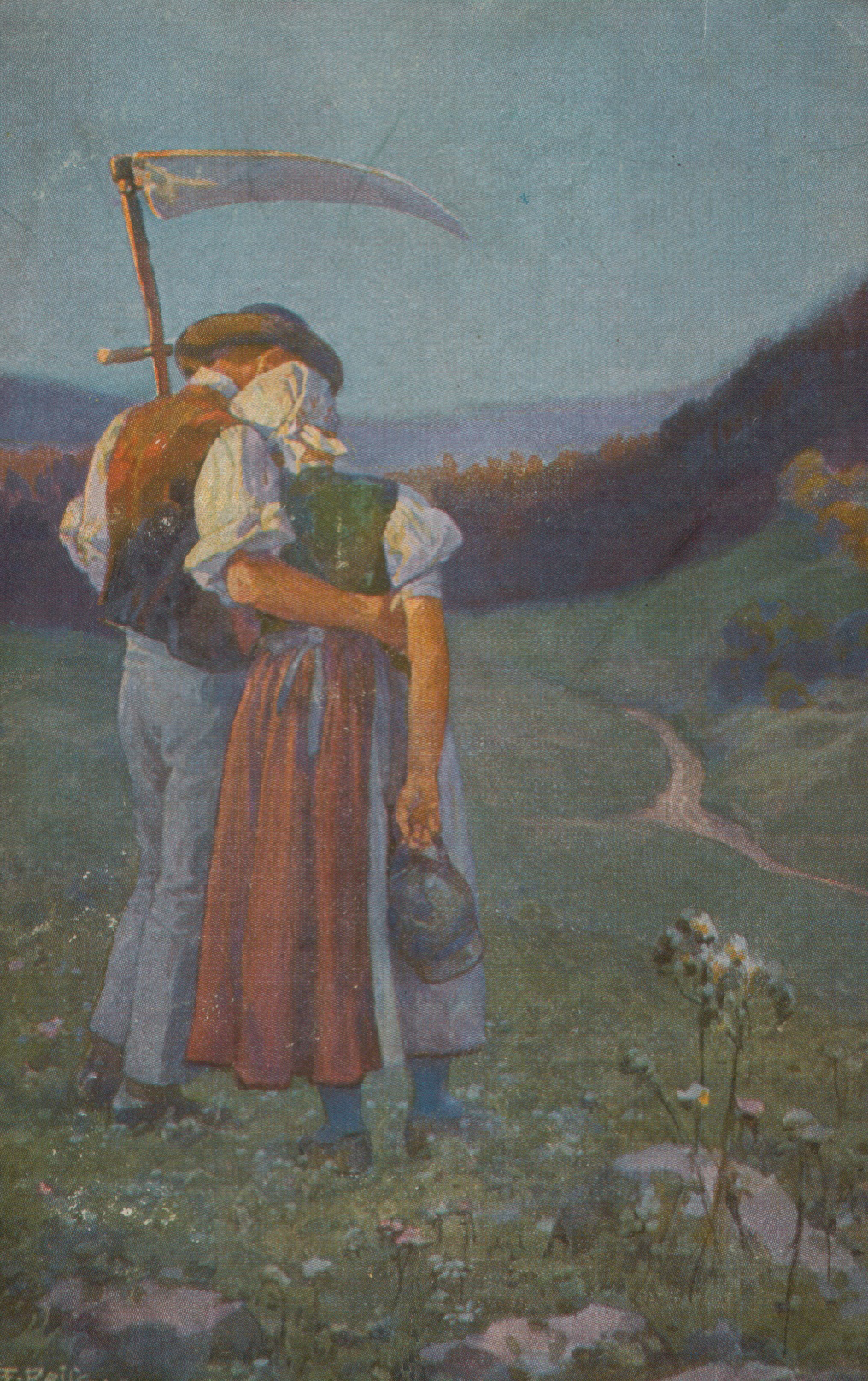
Schwarzwaelder Leben (Scène de vie en Forêt-Noire)

Reiss étudie à l'académie des beaux-arts de Düsseldorf auprès de Karl Müller et de Heinrich Lauenstein. Jusqu'en 1878, il travaille dans l'atelier de lithographie de son père. Il vit à Stuttgart jusqu'en 1882, à Lahr de 1882 à 1886, Karlsruhe de 1886 à 1888, Leipzig de 1888 à 1892, revient à Stuttgart puis vit à Fribourg-en-Brisgau entre 1899 et 1908. Reiss fait partie des fondateurs de l'association "Breisgauer Fünfer", dont le président est Hermann Dischler (de). En 1908, il s'installe à Kirchzarten pour être près des peintres de Gutach.
Dans son œuvre, il décrit les paysages, les habitants et les traditions de la Forêt-Noire.
Le peintre germano-américain Winold Reiss (de) est son second fils.